# Ребліно
Ребліно (пол. Reblino) — село в Польщі, у гміні Кобильниця Слупського повіту Поморського воєводства.
Населення — 358 осіб (2011).
У 1975-1998 роках село належало до Слупського воєводства.

## Демографія
Демографічна структура станом на 31 березня 2011 року:
|          | Загалом | Допрацездатний вік | Працездатний вік | Постпрацездатний вік |
| -------- | ------- | ------------------ | ---------------- | -------------------- |
| Чоловіки | 183     | 32                 | 147              | 4                    |
| Жінки    | 175     | 34                 | 115              | 26                   |
| Разом    | 358     | 66                 | 262              | 30                   |